# Primorielle
En théorie des nombres, la primorielle d'un entier naturel {\displaystyle n}, notée {\displaystyle n\#} ou {\displaystyle P(n)} [réf. souhaitée], est le produit des nombres premiers inférieurs ou égaux à {\displaystyle n}. Par exemple, la primorielle de 10 est :{\displaystyle 10\#=7\#=2\times 3\times 5\times 7=210.}
Ces nombres ont été ainsi nommés par Harvey Dubner.
L'idée de multiplier des nombres premiers consécutifs apparaît dans la démonstration d'Euclide de l'infinité des nombres premiers ; on l'utilise pour montrer l'existence d'un nombre premier plus grand que tout nombre premier {\displaystyle p} donné : tout diviseur premier du nombre d'Euclide {\displaystyle p\#+1} est en effet strictement plus grand que {\displaystyle p}. Il est possible que {\displaystyle p\#+1}  soit lui-même premier ; c'est alors un nombre premier primoriel.

## Premières valeurs
Voici les premières valeurs des primorielles, en prenant par convention 0# = 1, sous forme de liste et de représentation graphique. La liste ne donne {\displaystyle n\#} que pour {\displaystyle n} premier puisque, par définition, la suite est constante entre deux premiers consécutifs.

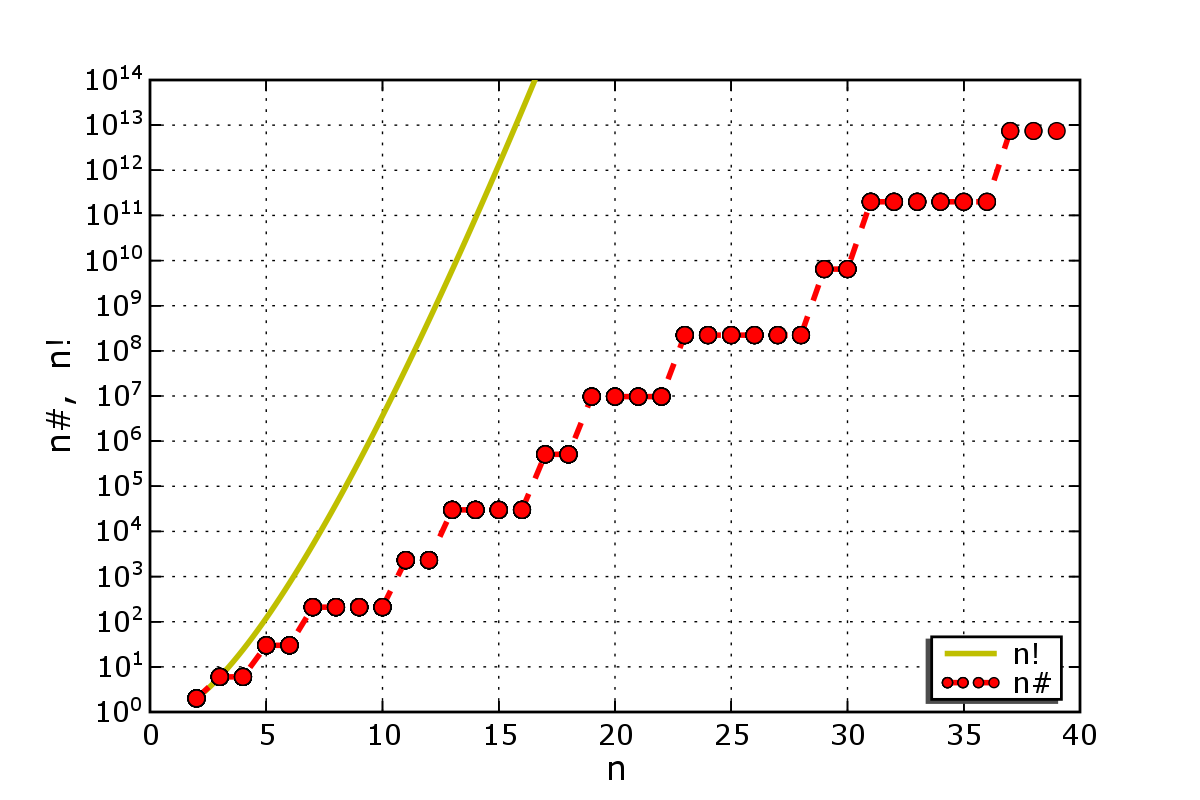
Progressions comparées de n! (en jaune) et n# (en rouge), à échelle logarithmique. On remarque la croissance linéaire de ln(n#).

| k  | n = pk | n#                |
| -- | ------ | ----------------- |
| 1  | 2      | 2                 |
| 2  | 3      | 6                 |
| 3  | 5      | 30                |
| 4  | 7      | 210               |
| 5  | 11     | 2 310             |
| 6  | 13     | 30 030            |
| 7  | 17     | 510 510           |
| 8  | 19     | 9 699 690         |
| 9  | 23     | 223 092 870       |
| 10 | 29     | 6 469 693 230     |
| 11 | 31     | 200 560 490 130   |
| 12 | 37     | 7 420 738 134 810 |

Les indices {\displaystyle k\leqslant 12} pour lesquels {\displaystyle (p_{k}\#)-1} est premier sont 2, 3, 5, 6 et ceux pour lesquels {\displaystyle (p_{k}\#)+1} est premier sont 1, 2, 3, 4, 5, 11 (pour plus d'informations, voir l'article « Nombre premier primoriel » et ses liens externes).

## Évaluations asymptotiques
- Paul Erdős a montré élémentairement en 1932 que {\displaystyle n\#\,\leqslant 4^{n}} (comme lemme dans sa preuve du postulat de Bertrand).

- Le logarithme de {\displaystyle n\#} , soit {\displaystyle \sum _{p\leq n}\ln p} , est égal à {\displaystyle \theta (n)}, où {\displaystyle \theta } est la première fonction de Tchebychev. Le théorème des nombres premiers étant équivalent à la relation  {\displaystyle \theta (n)\sim n}, on obtient : {\displaystyle n\#=\mathrm {e} ^{n+o(n)}}, ce qui implique {\displaystyle \lim _{n\to \infty }{\sqrt[{n}]{n\#}}=\mathrm {e} }. Pour  {\displaystyle n<10^{11}} les valeurs de {\displaystyle {\sqrt[{n}]{n\#}}} sont inférieures à {\displaystyle \mathrm {e} }[2], mais on remarque ensuite des oscillations autour de {\displaystyle \mathrm {e} }.

- la somme des inverses des primorielles est finie :

{\displaystyle \sum _{p{\text{ premier}}}{1 \over p\#}={1 \over 2}+{1 \over {2\times 3}}+{1 \over {2\times 3\times 5}}+\ldots =0{,}7052301717918\ldots } Voir la suite A064648 de l'OEIS.
Notons que ce nombre est par définition le nombre dont la suite des coefficients du développement de Engel est la suite des nombres premiers.

## Primorielles et nombres composés consécutifs
Pour tout entier {\displaystyle k} de 2 jusqu'à {\displaystyle n} inclus, on a {\displaystyle {\text{PGCD}}(n\#,k)>1} ; on en déduit que les entiers {\displaystyle n\#+2,n\#+3,...,n\#+n} forment {\displaystyle n-1} entiers consécutifs composés, ce qui montre qu'il y a des plages de composés consécutifs aussi grandes qu'on veut.

## Produits de primorielles

### Caractérisation
Un entier {\displaystyle n>0} est produit de primorielles si et seulement si sa décomposition en produit de facteurs premiers écrite avec des facteurs croissants voit les exposants de ces derniers décroitre : 
{\displaystyle n=p_{1}^{\alpha _{1}}\times p_{2}^{\alpha _{2}}\times \cdots \times p_{k}^{\alpha _{k}}} avec {\displaystyle \alpha _{1}\geqslant \alpha _{2}\geqslant ...\geqslant \alpha _{k}>0,}
où {\displaystyle p_{k}} est le k-ieme nombre premier.

### Exemples
Toutes les factorielles sont des produits de primorielles, comme le montre la formule de Legendre exprimant l'exposant du nombre premier {\displaystyle p} dans la décomposition de {\displaystyle n!} : 
{\displaystyle \alpha _{p}(n!)=\left\lfloor {\frac {n}{p}}\right\rfloor +\left\lfloor {\frac {n}{p^{2}}}\right\rfloor +...}
Par exemple {\displaystyle 5040=7!=7\#\cdot 3\#\cdot (2\#)^{2}=2^{4}\cdot 3^{2}\cdot 5\cdot 7}.
Tout nombre hautement composé est également un produit de primorielles.

### Super-primorielle
Par analogie avec la super-factorielle, on définit la super-primorielle de {\displaystyle n} comme le produit des {\displaystyle n} premières primorielles :
{\displaystyle \mathrm {sp} (n)=\prod _{k=1}^{n}k\#=\prod _{k=1}^{n}p_{k}^{n-k+1}=2^{n-1}\cdot 3^{n-2}\cdots (p_{n-1})^{2}\cdot p_{n}}
Elles forment une suite dite suite de Chernoff,  suite A006939 de l'OEIS : 1, 2, 12, 360, 75600, ...
{\displaystyle {\text{sp}}(n)} est le plus petit entier naturel dont la décomposition en produit de facteurs premier présente {\displaystyle n} exposants tous distincts.

## Progressions arithmétiques et primorielles
Les primorielles jouent un rôle important dans la recherche de suites de {\displaystyle k} nombres premiers en progression arithmétique (Ben Green et Terence Tao ont établi en 2004 l'existence de telles suites avec {\displaystyle k} arbitrairement grand, mais de façon non constructive). Pour une telle suite, on a les deux propriétés suivantes :
- la raison est un multiple de {\displaystyle k\#}, sauf si la suite commence à {\displaystyle k} (qui doit alors être premier). Par exemple, la suite de 26 nombres premiers trouvée en 2010 par Benoît Perichon et PrimeGrid, a une raison multiple de 26# = 23# ; elle est donnée par la formule :{\displaystyle 43142746595714191+23681770\times 23\#\times n} pour {\displaystyle n=0,1,...,25} 
- il semble que pour tout {\displaystyle k>7} , le plus petit multiple (soit {\displaystyle k\#} lui-même) est atteint pour certaines suites. Cette conjecture est vérifiée au moins jusqu'à {\displaystyle k=21} ; par exemple, David W. Wilson a découvert en 1999 une suite arithmétique de 13 nombres premiers de raison 13# :{\displaystyle 14933623+13\#\times n}  pour {\displaystyle n=0,1,...,12}.

## Numération primorielle
Les primorielles constituent les bases variables de la numération primorielle.